# گی موسی
گی موسی (انگلیسی: Guy Moussi؛ زادهٔ ۲۳ ژانویهٔ ۱۹۸۵) بازیکن فوتبال اهل فرانسه است.
از باشگاه‌هایی که در آن بازی کرده‌است می‌توان به باشگاه فوتبال ناتینگهام فارست، باشگاه فوتبال آنژه، باشگاه فوتبال هلسینکی، باشگاه فوتبال بیرمنگام سیتی، و باشگاه فوتبال میلوال اشاره کرد.